# 古埃及历史
古埃及文明大约出现在公元前5千年，在约前3100年埃及成为统一的国家，由法老统治，之后的埃及因此也称为法老埃及。前332年时埃及被古希腊马其顿王国的亚历山大大帝征服，后被古希腊人的托勒密王朝（虽然也自称“法老”）统治而进入希腊化时代，古埃及时代结束。埃及学家通常把古埃及历史划分为前王朝时期、早王朝时期、古王国时期、第一中间期、中王国时期、第二中间期、新王国时期、第三中间期和古埃及后期等9个时期，其中前王朝时期是埃及统一之前的文明初期，早王朝时期是古埃及法老统治逐渐形成的时期，古、中、新王国时期则是国家统一，法老中央集权的文明繁荣时期，而第一、二、三中间期则是国家分裂，或被外族侵略，法老权力没落的时期，最后的古埃及后期是埃及受到外族全面侵略和统治，逐渐被其他民族征服的时期。

## 古埃及时期和王朝
古埃及历史一般被划分为8或9个时期，即前王朝时期、早王朝时期、古王国时期、第一中间期、中王国时期、第二中间期、新王国时期、第三中间期和古埃及后期，这是后来埃及学家根据古埃及国家统一、繁荣以及中央政府权力等情况进行的划分，而不是古埃及人自己的划分标准。古埃及人對於歷史編年的劃分，並沒有朝代與特定紀年標準的概念，甚至也沒有以統治者在位時期進行紀年的概念（例如兩河流域的紀年方式）。相較之下，古埃及早期的埃及人似乎并不划分历史时期，例如巴勒莫石碑（刻有古埃及最初到第五王朝中期的法老列表）列举法老时并不进行任何划分。后来埃及人则根据法老的出身地进行划分，如都靈王表（Turin Kinglist，至少记录至第二十王朝，但残缺不全）。现代通用的30或31个埃及王朝则是由托勒密王朝早期古埃及祭祀曼涅托在《埃及史》（希腊文轉寫：Aegyptiaca）一书中提出的，由于《埃及史》原书已经遗失，其划分王朝的标准现在不清楚。例如埃及第十八王朝第一任法老雅赫摩斯一世是埃及第十七王朝最后一任法老卡摩斯的弟弟，按说应该划为一个王朝中。而之后的图特摩斯一世则不是雅赫摩斯一世的后代，却被同归入第十八王朝。埃及学家推测曼涅托的划分标准是部分根据神话传说、部分根据历史事实、部分根据已有的划分进行的，并不完全根据法老家族进行。例如上面的例子可以解释为雅赫摩斯一世统一埃及，驱逐了外族侵略者，因此开始了一个新的时代（王朝）。在第一王朝和第二王朝的划分上，曼涅托可能根据神话和宗教标准，使两个王朝都有9个法老，因为9这一数字在古埃及是神圣的。一些埃及学家试图抛弃曼涅托的划分，而重新进行更合理的劃分，但由于约定俗成的因素，大多数著作和学者都还一直沿用这一劃分。因為，這種以法老名稱進行的王者表列，事實容易產生許多的問題。

## 前王朝时期
距今9000多年前，人们在尼罗河河谷定居，开始在岸边建立房屋，并进行农业和畜牧业生产活动。 距今7000多年前，埃及人开始使用铜器，为文明的形成奠定了基础。之后古埃及进入前王朝一期，又称为阿姆拉特时期，私有制和阶级萌芽。到前王朝二期（即格尔塞时期），埃及私有制和王权确立，在出土的文物中可以找到象征王权的荷鲁斯鹰神的形象。格尔塞时期后期，国家出现，但面积很小，人口不多，随后国家之间不断征战，逐渐统一成为尼罗河上游河谷地区和尼罗河入海口三角洲地区的上埃及和下埃及两个国家。象形文字也在这个时候出现，并沿用了3500余年。
公元前3100年左右，传说上埃及国王美尼斯统一上、下埃及，建立第一王朝，定都孟斐斯（今开罗西郊），成为古埃及第一个法老，古埃及从此开始了王朝时期。此时的埃及已经具备了文明的几个基本特征，比如有行政官员、士兵、宗教、文字等。

## 早王朝时期、古王国时期和第一中间期
古埃及统一之后，在很长一段时间是稳定的，这段时间经历了从第一王朝到第六王朝共六个王朝，时间大约为前3100年到前2270年。古埃及历史学家曼涅托将其称为“古王国时期”。这是古埃及史上农业、手工业、商业、建筑业等各项事业全面发展的第一个伟大时代。确立了以官僚体制为基础的、君主独裁的专制统治，并且出现了金字塔。第六王朝以后，王权衰落，法老失去了对国家各地区的控制，国家开始分裂，史称“第一中间时期”（前2270年－前2060年）。这种分裂形式到十一王朝重新统一。

## 中王国时期、第二中间期和新王国时期
之后埃及进入第二个政治隐定期即中王国时期（前2060年－前1785年）。埃及在十二王朝时迁都伊堡伊（三角洲和河谷交界地），开始使用青铜器。此时期埃及与叙利亚、克里特的交往扩大。十三王朝时政权又瓦解，“第二中间时期”开始，此时期埃及第一次遭到外族的侵略，侵略者为驾车作战的喜克索人，他们占领了埃及北部的大部分地区，建立了长达100多年的“太阳神不在的统治”（前1720年到前1570年）。埃及人在这期间学习了喜克索人的战术和武器，十七王朝的阿赫摩斯一世于前1570年将喜克索人逐出国境，重新统一埃及，开始了第十八王朝，这之后被称为新王国时期（前1570年－前1070年）。第十八王朝国力强盛，对外频繁发动战争。十九王朝时埃及与赫梯帝国发生了卡迭石战役，经过16年之久的战争，最后以拉美西斯二世与赫梯王哈图西利斯二世签订和约告终。此时的埃及成为了一个大帝国，统治范围北起叙利亚，南到尼罗河第四瀑布，横跨北非和西亚。

## 第三中间时期、后期和结束
埃及到了二十王朝以后，一系列的奴隶起义导致国力衰竭，开始了跨越5个王朝的第三中间时期（前1070年－前664年），其间的王朝有本土的第二十一王朝，利比亞人的二十二、二十三、二十四和努比亚人的二十五王朝。埃及自第二十六王朝进入古埃及后期，最终在前525年被波斯阿契美尼德帝国所灭，古埃及时代结束了。波斯人在埃及建立了第二十七王朝，埃及二十六王朝后裔反抗波斯人成功，建立了短暂的第二十八、二十九和三十王朝。至前343年再被波斯人征服（第三十一王朝），前332年埃及又被亚历山大大帝所统治，亚历山大死后，其部将托勒密一世占领了埃及，建立了托勒密王朝，也被称为法老，但当时的埃及已经是彻底在外族人的统治下了。
托勒密王朝最後於克麗奧佩特拉七世去世後被羅馬滅亡。